# Dompierre (Oise)
Dompierre település Franciaországban, Oise megyében. Lakosainak száma 245 fő (2022. január 1.). Dompierre Domfront, Ferrières, Godenvillers és Royaucourt községekkel határos.

## Népesség
A település népességének változása:
| Lakosok száma | 238  | 243  | 244  | 240  | 241  | 241  | 242  | 237  | 245  |
|               | 2013 | 2015 | 2016 | 2017 | 2018 | 2019 | 2020 | 2021 | 2022 |